# 宽戟橐吾
宽戟橐吾（学名：Ligularia latihastata）是菊科橐吾属的植物，是中国的特有植物。分布在中国大陆的云南等地，生长于海拔2,400米至4,000米的地区，一般生于水边、沼泽草地、林下及草地，目前尚未由人工引种栽培。